# فرنسيسكو أغيلار
فرنسيسكو أغيلار (بالإسبانية: Francisco Aguilar Fernández)‏ (10 مايو 1952 قرطبة إسبانيا - ) هو لاعب كرة قدم إسباني يلعب كمهاجم.